# Ukbara

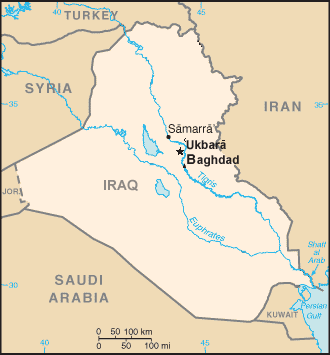
Położenie miasta Ukbara

Ukbara (arab. ‏عكبرا, ukbaraa‎), w niektórych regionach znane również jako Tel Akbar – starożytne miasto, znajdujące się na lewym brzegu rzeki Tygrys.

## Położenie
Współrzędne miasta to 33°46′59,999″N 44°19′00,001″E/33,783333 44,316667. Ukbara leżało pomiędzy miastami Samarra i Bagdadem. Ponieważ Tygrys przesunął swoje koryto, ruiny miasta znajdują się teraz w pewnej odległości od rzeki.

## Historia
Mówi się, że miasto zostało założone lub ponownie założone przez Szahpura I pod nazwą Wuzurg-Szapur i zamieszkane przez jeńców bizantyjskich i rzymsko-sasanidzkich.
Nie jest do końca jasne, kiedy Ukbara zostało wyludnione i stało się ruiną, ale prawdopodobnie mogło to mieć związek ze zmianą koryta Tygrysu.